# 헥토
헥토(hecto, 기호: h)는 102(=100)을 나타내는 SI 접두어이다.
100을 뜻하는 그리스어 'εκατόν(에카톤)'에서 왔다.
사용 예:
- 핵토파스칼(hPa) = 100 파스칼. 대기압의 단위로 쓰인다.
- 헥타르(ha) = 100 아르. 면적의 단위.

## 같이 보기
- SI 접두어
- 숫자 접두사